# Zadarska nadbiskupija
Zadarska nadbiskupija (lat. Archidioecesis Iadrensis) je rimokatolička nadbiskupija utemeljena još u antici kao biskupija. Godine 1154. godine papa Anastazije IV. uzvisio ju je na rang nadbiskupije i metropolije, a danas je nadbiskupija podvrgnuta izravno Svetoj Stolici.

## Povijest
Zadar je u već doba Ilira značajno središte plemena Liburna, a u vrijeme prvih rimskih careva dobiva naslov i prava kolonije, te je i središte sjeverne Dalmacije. Stoga nije isključeno da je i kršćanstvo u njega došlo vrlo rano i prema gotovo redovitoj praksi u tom središtu osnovalo i svoje vjersko središte, biskupiju. 
Prvi po imenu poznati zadarski biskup bio je Feliks, sudjelovao je u radu dvaju sabora: u Akvileji 381. i u Milanu 390., gdje se u pismu papi sv. Severinu potpisuje treći po redu iza sv. Ambroza kao "Felix Episcopus Jadertinus". Poslije njega je redoslijed zadarskih biskupa uglavnom potpun. Na saborima u Saloni 530. i 532. potpis zadarskog biskupa Andrije I. slijedi potpis metropolita. Tijekom seobe naroda biskupijom upravlja Sabinijan, kojemu je pisao papa Grgur I. (590. – 604.). Avarsko-slavenska razaranja koja su uništila Salonu i druge gradove Dalmacije i unutrašnjosti, srećom su mimoišla Zadar. U novim političkim okolnostima, po svršetku seobe naroda, Zadar postaje političkim središtem Bizantske Dalmacije. Jedinstvena crkvena organizacija na čelu s metropolitom, kakva je bila prije seobe, nije uspostavljena. Svaka je biskupija, pa tako i zadarska, bila samostalna. Zadarski biskup Donat i knez (dux) Pavao početkom 9. st. nisu bili samo predstavnici Dalmatinaca na franačkom i carigradskom dvoru, već i vođe nove dalmatinske politike koja je išla za što većom vlastitom afirmacijom i autonomijom. Donat sagradio je najmonumentalniju starohrvatsku, predromaničku crkvu Sv. Trojstva u Zadru, koja je po njemu kasnije nazvana Sv. Donat. On je ujedno iz Carigrada donio i relikvije sv. Stošije (Anastazije) i tako postavio temelje njezina štovanja kao zaštitnice nadbiskupije. 
U doba obnavljanja redovite crkvene hijerarhije u Dalmaciji na saborima 925. i 928. u Splitu sudjeluje i zadarski biskup Formin. Kao i biskup Grgur Ninski, pretendirao je na položaj metropolita kao biskup glavnoga grada provincije Dalmacije, dok je ninski bio biskup najveće biskupije koja je obuhvaćala čitav hrvatski državni teritorij. Međutim, prvenstvo je pripalo splitskom biskupu Ivanu kao nasljedniku stare salonitanske metropolije. Za vladavine Petra Krešimira IV. biskup Stjepan, kao i ostali biskupi dalmatinskih gradova, često se nalazio u kraljevoj pratnji. Isto je vrijedilo i za vrijeme kralja Dmitra Zvonimira.
Bulom "Licet universalis Ecclesiae Pastor" od 17. listopada 1154. papa Anastazije IV. uzvisuje zadarsku Crkvu na nadbiskupiju i metropoliju. Međutim, već 1155. Hadrijan IV. unatoč žestokom otporu Zadrana i njihova prvog nadbiskupa Zadranina Lampridija podvrgnuo je zadarsku metropoliju na zahtjev Mlečana gradeškom, kasnije mletačkom, patrijarhu. Uslijedile su tri uzaludne žestoke pobune Zadrana praćene istjerivanjem kneza Mlečanina. Kada je 13. ožujka 1177. na putu za Veneciju u Zadru pet dana boravio papa Aleksandar III., dočekali su ga kler i puk hrvatskim aklamacijama "canticis illyricis". Godine 1202. Zadar je razorila mletačko-križarska vojska kada je stradala i stara zadarska katedrala. Nova je u cijelosti dovršena tek poslije više od 120 godina. Radove na njoj započeo je i najvećim dijelom dovršio ugledni zadarski nadbiskup Lovro Periandar (1247. – 1287.), i sam ju je posvetio 27. svibnja 1285. Za njegova upravljanja nadbiskupijom u Zadar je doneseno i tijelo sv. Šimuna Pravednika i smješteno u crkvu Velike Gospe. 
Od 1291. do 1320. zadarskom nadbiskupijom su upravljali nadbiskupi redovnici: tri franjevca, zatim dva dominikanca. Od franjevaca je značajniji bio Enrico da Todi, a dominikanac Niccolo da Seze zadarskom crkvom upravlja od 1312. do 1320. Njegov nasljednik Zadranin Ivan Butovan dovršio je gradnju katedrale i posebno se zauzimao za redovnice sv. Dimitrija da bi zbog svog siromaštva bile izuzete od svih crkvenih davanja. Zaštitom siromaha isticao se i nadbiskup Dominik iz Drača, koji je kasnije premješten na biskupsku dužnost u Bosnu. Njegov nasljednik Petar Matafari imenovan je za zadarskog nadbiskupa na želju kralja Ludovika Anžuvinca i Karla Dračkog te nije isključeno da je on kao prijatelj dinastije Anžuvinaca utjecao i na Ludovikovu ženu Elizabetu Kotromanićku da je 1380. dala napraviti škrinju od kucanoga pozlaćenog srebra za tijelo sv. Šime. Osnovao je kolegijat u Pagu 1396., a potkraj života vršio je važne službe u papinskoj državi. Njegov drugi nasljednik Blaž Molin upravljao je zadarskom nadbiskupijom sedam godina, a zatim je imenovan patrijarhom u Zadru. Na vlastiti trošak dao je u katedrali podići korska sjedala, obnovio sakristiju i palaču, a paškom kaptolu dao primicera. 
██ Zadarska nadbiskupija u 15. stoljeću
Nadbiskup Lovro Venier sudjeluje 1433. na saboru u Baselu. Omogućio je podizanje franjevačkog samostana na Ugljanu, samostana sv. Križa izvan Zadra i samostana trećoredaca na Ošljaku kod Preka. Održao je i provincijalnu sinodu u Zadru. Trećinu svog imetka oporukom ostavlja za gradnju zvonika zadarske katedrale, koji će početi graditi nadbiskup Matej Valaresso (1450. – 1496.). Taj je nadbiskup na vlastiti trošak u katedrali podigao orgulje, proširio i ukrasio nadbiskupsku palaču. 
Najučeniji zadarski nadbiskup bio je Egidije Canini (1530. – 1533.), teolog, filozof i liturgičar. Papa Leon X. imenovao ga je kardinalom, a kasnije i naslovnim patrijarhom carigradskim. Nadbiskup Mucio Callini (1555. – 1567.) sudjelovao je aktivno na Tridentskom koncilu te ga je kao vrsna teologa i dobra latinistu papa Pio IV. zadužio za redigiranje rimskog katekizma i indeksa zabranjenih knjiga te za uređenje misala i brevijara. Godine 1579. za nadbiskupa Natalea Veniera (1577. – 1589.) održana je u Zadru sinoda na kojoj su bili nazočni svi dalmatinski biskupi. Na toj je sinodi određeno da biskupi propovijedaju zadarskim i ostalim koludricama na jeziku koji one razumiju – na hrvatskom. 
Nadbiskup Luka Stella (1615. – 1624.) na poseban je način zadužio nadbiskupiju rekognicijom svetačkih moći zadarskih protektora sv. Loneta, sv. Anastazije i sv. Zoila. Njegov nasljednik Ottaviano Garzadori, kojega je papa Urban VIII. imenovao apostolskim vizitatorom i reformatorom za Dalmaciju, svečano je iz kapele sv. Roka (ostatka crkve Velike Gospe) 1632. prenio tijelo sv. Šimuna u sadašnju crkvu. Bernard Florio (1642. – 1656.) na poseban je način značajan po tome što je prvi postavio čvrste temelje crkvenom odgoju klera osnovavši iz vlastitih sredstava sjemenište koje je po njemu kasnije nazvano "Florio". Katedrali je ostavio vrijedne paramente i nakit, a u baptisteriju je podigao oltar sv. Ivana Krstitelja. 
Vicko Zmajević (1713. – 1746.) rodom iz Perasta, u tridesetoj godini bio je imenovan barskim nadbiskupa i apostolskim vizitatorom Albanije, Makedonije, Srbije i Bugarske. Klement XI. ga je premjestio u Zadar. Zmajević je posebnu pozornost posvetio unapređenju hrvatskoga književnog i pučkog jezika, osnovao je u Zadru sjemenište za svećenike glagoljaše, primio arbanaške izbjeglice i smjestio ih u današnjim Arbanasima kod Zadra, obnovio je crkvu sv. Donata, 1725. ukrasio i proširio crkvu Gospe od Zdravlja i dovršio 1718. sadašnji glavni oltar u crkvi sv. Krševana. Umro je u 75. godini života, a da nije doživio otvaranje glagoljskog sjemeništa. Sjemenište je otvorio 1. svibnja 1748. njegov nasljednik Matej Karaman. 
Godine 1823. imenovan je zadarskim nadbiskupom Josip Franjo di Paola Nowak, koji je u Zadru osnovao teologiju po ugledu na ostale u austrijskoj monarhiji, obnovio katedralni kaptol i kolegijat sv. Šime, izdao latinski i hrvatski katekizam, osnivao po selima škole i odredio da se nedjeljom u crkvi sv. Mihovila propovijeda hrvatski. Za njegova upravljanja, godine 1828., zadarska nadbiskupija postaje metropolijom za cijelu Dalmaciju bulom Leona XII. "Locum Beati Petri" nakon što su dokinute splitska i dubrovačka metropolija. Godine 1843. zahvalio se na službi i povukao u rodnu Češku u Neuhaus, gdje je 13. lipnja 1844. i umro. Njegov nasljednik Josip Godeassi (1843. – 1863.) obnovio je mnoge bratovštine i paški kaptol, pomagao sve plemenite zadarske ustanove te ga je car više puta odlikovao zbog njegovih humanih akcija. Naslijedio ga je Petar Dujam Maupas (1813. – 1891.), rodom Splićanin, prije šibenski biskup (1855.), a kasnije zadarski nadbiskup (21.05.1862). Njegov nasljednik Splićanin Mate Dujam Dvornik (1905. – 1910.) bio je poznat i kao čovjek jasnih nacionalnih načela i stava, te je zbog toga bio u nemilosti politike. 
Za nasljednika nadbiskupa Dvornika papa Pio X. imenovao je Vinka Pulišića, rođenog na otoku Olibu, do tada šibenskog biskupa, koji je na svoj novi položaj svečano instaliran 30. listopada 1910. Kada je grad Zadar Rapallskim ugovorom 1920. predan Italiji, bio je prisiljen dati ostavku i vratiti se na Olib. U izmijenjenim političkim prilikama u Zadru je postavljen za nadbiskupa Petar Dujam Munzani, pod čiju je jurisdikciju spadao onaj dio zadarske nadbiskupije koji je pripadao Talijanima. 
Zadarska nadbiskupija, koja je ostala bez svoga središta, povjerena je u svom slobodnom dijelu šibenskom biskupu kao apostolskom administratoru. Tada su zadarski svećenici s obzirom na Rapalski ugovor, pokrenuli akciju za obnovu ninske biskupije na teritoriju koji je tada pripadao Kraljevini Jugoslaviji. Bulom "Pastorale munus" od 22. srpnja 1932. određene su nove granice zadarske nadbiskupije i ukinuta je metropolija u Zadru. Teritorij koji je ostao slobodan od talijanske okupacije, povjeren je šibenskom biskupu kao apostolskom administratoru sa svim pravima rezidencijalnog biskupa, dok Sveta Stolica drugačije ne odredi. 
U ratu, posebno u bombardiranjima 1943. – 1944., grad Zadar stradao je više nego ijedan hrvatski grad. Grad je pripojen tadašnjoj FNRJ, te se započelo s mukotrpnom poslijeratnom obnovom. Budući da je središte crkvenog života još bilo u Šibeniku, na molbu zadarskog svećenstva 30. travnja 1948. apostolska administratura zadarska pripojena je matici, te je nadbiskupija obnovljena u svojim starim granicama. Upravu je preuzeo nadbiskup Munzani, koji je još samo dva mjeseca ostao na svojoj dužnosti kada optira za Italiju.
Dana 4. lipnja 1948. za generalnog vikara imenovan je Mate Garković, rodom iz Velog Rata na Dugom otoku, profesor i rektor bogoslovije u Splitu. Za Munzanijeva nasljednika imenovan je hvarski biskup Miho Pušić, ali je stvarno upravu vršio mons. Mate Garković, koji je 22. veljače 1952. imenovan naslovnim adraškim biskupom i posvećen u zadarskoj katedrali 30. ožujka iste godine. 12. siječnja 1961. papa Ivan XXIII. imenovao ga je rezidencijalnim zadarskim nadbiskupom. Mons. Garković obnovio je sve porušene crkve u gradu Zadru, 1949. iz ruševina je podigao i ponovno otvorio dječačko sjemenište "Zmajević", a 1959. i bogoslovno sjemenište. Od 1958. zbog njegove poodmakle dobi dodijeljen mu je kao pomoćnik u biskupskoj službi mons. Marijan Oblak. Nadbiskup Garković umro je 26. lipnja 1968., a na njegovo mjesto kao kapitularni vikar, a zatim i rezidencijalni nadbiskup imenovan je mons. Oblak. On je nastavio djelo svog prethodnika. Za njegova upravljanja uređen je u zgradi bivšeg Zmajevićeva sjemeništa svećenički dom «Zmajević», a obnovljena je i suvremeno uređena zgrada sjemeništa. 
Nadbiskupa Oblaka naslijedio je kao 68. zadarski nadbiskup mons. Ivan Prenđa, koji je od 1990. bio zadarski nadbiskup-koadjutor s pravom nasljeđa. Zajedno sa stanovništvom grada proživljavao je teške godine Domovinskog rata, koji je opustošio veliki dio nadbiskupije. Preuzevši upravu nadbiskupije odmah se suočio s teškim posljedicama rata i započeo s obnovom. Uz službu u vlastitoj dijecezi vrši dužnost predsjednika Caritasa za Republiku Hrvatsku i potpredsjednik je Biskupske konferencije Hrvatske, te predsjednik Vijeća za Sjemeništa i zvanja HBK.
Dana 15. Ožujak 2010. papa Benedikt XVI. imenovao je Želimira Puljića zadarskim nadbiskupom.

## Popis zadarskih biskupa i nadbiskupa

### Popis zadarskih biskupa
1. sv. Donat (legendaran) (?)
2. sv. Feliks (oko 380. – 390.)
3. Sebastijan I. (oko 393.)
4. sv. Donat II. (oko 402.)
5. Vital I. (oko 428.)
6. Pavao I. (oko 446.)
7. Julije (oko 462.)
8. Andrija I. (1. pol. 6. stoljeća)
9. Pavao II. (557.)
10. Petar I. (574.)
11. Sabinijan II. (oko 590.)
12. Gvido (601.)
13. Ivan I. (oko 612.)
14. Ivan II. (oko 634.)
15. Jakov (oko 642.)
16. Bazilije I. (oko 674.)
17. Dimitrije (oko 692.)
18. Petar II. (774.)
19. Damjan (791.)
20. Donat III. (oko 801. – 806.)
21. Vital II. (oko 879.)
22. Formin ili Firmin (oko 925.)
23. Bazilije II. (oko 969.)
24. Anastazije (oko 978.)
25. Prestancije I. (oko 1018.)
26. Andrija II. (1029. – 1036.)
27. Petar III. (1044. – 1055.)
28. Andrija III. (1056. – 1059.)
29. Stjepan I. (oko 1066.)
30. Andrija IV. (1072. – 1073.)
31. Stjepan II. (oko 1073. – 1090.)
32. Andrija V. (1091. – 1094.)
33. Grgur (oko 1101. – 1111.)
34. Marko (oko 1111. – 1124.)
35. Miha ili Mihovil (oko 1124. – 1136./37.)
36. Petar IV. (oko 1138.)
37. Lampridije de Gallis, Zadranin (biskup, 1141. – 1154.)

### Popis zadarskih nadbiskupa
1. Lampridije de Gallis, Zadranin (nadbiskup, 1154. – 1179.)
2. Tebald (1179.)
3. Damjan  (1179.)
4. Petar (1187. – 1190.)
5. Nikola Manzavin (1198. – 1202.)
6. Leonard, benediktinac (oko 1208.)
7. Ivan Venerius (oko 1218,)
8. Toma (1238.)
9. Dominik Franco (1239. – 1244.)
10. Lovro Periandar (1249. – 1287.)
11. Andrija Gausoni (1288. – 1290.)
12. Ivan iz Anagnia, franjevac (1291. – 1297.)
13. Henrik iz Tuderta, franjevac (1297. – 1299.)
14. Jakov iz Fulginea, franjevac (1299. – 1311.)
15. Aleksandar I., dominikanac (oko 1312.)
16. Nikola de Setia, dominikanac (1314. – 1320.)
17. Ivan Butovan, Zadranin (1322. – 1332.)
18. Nikola de Matafaris (1333. – 1367.)
19. Jakov de Candis (1367. – 1368.)
20. Dominik Epirota, iz Drača (1368. – 1376.)
21. Petar de Matafaris (1376. – 1398.)
22. Antun de Benedicto (1398.)
23. Ivan (1398. – 1399.)
24. Luka iz Ferma (1400. – 1419.)
25. Blaž Molinus, Mlečanin (1420. – 1427.)
26. Lovro Veiner, Mlečanin (1428. – 1449.)
27. Poliodor Foscari, Mlečanin (1449.)
28. Matej Valaresso, Mlečanin (1450. – 1496.)
29. Ivan Rodobella, Mlečanin (1496. – 1500.)
30. Alojzije Cippico, Trogiranin (1503.)
31. Aleksandar II. (1503. – 1504.)
32. Ivan Cippico, Trogiranin (1504. – 1505.)
33. Franjo Pisano, Mlečanin (1505. – 1530.)
34. Egidije kardinal Canini, augustinac iz Viterba (1530. – 1532.)
35. Kornelije Pisano (1533. – 1554.)
36. Alojzije kardinal Cornaro (1554. – 1555.)
37. Mucije (Mucio) Callina, iz Brescie (1555. – 1566.)
38. Alojzije Cornaro, ponovno? (1566. – 1567.)
39. Andrija Minutio (1567. – 1572.)
40. Marko Loredan (1573. – 1577.)
41. Natale Venier, Mlečanin (1577. – 1588.)
42. Markantun Venerius (Venier) (1589. – 1592.)
43. Alojzije Baroccia (1592.)
44. Alojzije Molina (1592. – 1595.)
45. Minucije de Minuttiis (1596. – 1604.)
46. Viktor Ragazzoni (1604. – 1615.)
47. Luka Stella (1615. – 1624.)
48. Oktavijan (Ottaviano) Garzadori (1624. – 1639.)
49. Benedikt Cappello (1639. – 1641.)
50. Bernard Florio (1642. – 1656.)
51. Teodor Balbo (1656. – 1669.)
52. Ivan Ev. Parzaghi (1669. – 1688.)
53. Viktor Prioli (1688. – 1712.)
54. Vicko Zmajević, rodom iz Perasta (1713. – 1746.)
55. Matej Karaman (1745. – 1771.)
56. Mihovil Toma Triali (1771. – 1774.)
57. Ivan Carsana (1774. – 1801.)
58. Josip Grgur Scotti (1807. – 1817.)
59. Josip Franjo di Paola Nowak, iz Češke (1823. – 1843.)
60. Josip Godeassi (1843. – 1861.)
61. Petar Dujam Maupas (1862. – 1891.)
62. Grgur Rajčević (1891. – 1899.)
63. Matej Dujam Dvornik, Splićanin (1901. – 1910.)
64. Vinko Pulišić iz Oliba (1910. – 1922.)
65. Petar Dujam Munzani (1933. – 1948.)
66. Miho Pušić (1948. – 1961.), upravitelj
67. mons. Mate Garković (1961. – 1968.)
68. mons. Marijan Oblak (1969. – 1996.)
69. mons. Ivan Prenđa (1996. – 2010.)
70. mons. Želimir Puljić (2010. – 2023.)
71. mons. Milan Zgrablić (2023. – danas)

Izvor:

## Također pogledajte
- Zadarska katedrala